# Ferdinand Wenauer
Ferdinand Wenauer (26 aprile 1939 – 27 luglio 1992) è stato un calciatore tedesco, di ruolo difensore.

## Carriera

### Nazionale
Ha collezionato 4 presenze con la propria Nazionale.

## Statistiche

### Cronologia presenze e reti in Nazionale
| Cronologia completa delle presenze e delle reti in nazionale ― Germania Ovest | Cronologia completa delle presenze e delle reti in nazionale ― Germania Ovest | Cronologia completa delle presenze e delle reti in nazionale ― Germania Ovest | Cronologia completa delle presenze e delle reti in nazionale ― Germania Ovest | Cronologia completa delle presenze e delle reti in nazionale ― Germania Ovest | Cronologia completa delle presenze e delle reti in nazionale ― Germania Ovest | Cronologia completa delle presenze e delle reti in nazionale ― Germania Ovest | Cronologia completa delle presenze e delle reti in nazionale ― Germania Ovest |
| Data                                                                          | Città                                                                         | In casa                                                                       | Risultato                                                                     | Ospiti                                                                        | Competizione                                                                  | Reti                                                                          | Note                                                                          |
| ----------------------------------------------------------------------------- | ----------------------------------------------------------------------------- | ----------------------------------------------------------------------------- | ----------------------------------------------------------------------------- | ----------------------------------------------------------------------------- | ----------------------------------------------------------------------------- | ----------------------------------------------------------------------------- | ----------------------------------------------------------------------------- |
| 11-5-1960                                                                     | Düsseldorf                                                                    | Germania Ovest                                                                | 0 – 1                                                                         | Irlanda                                                                       | Amichevole                                                                    | -                                                                             |                                                                               |
| 20-9-1961                                                                     | Düsseldorf                                                                    | Germania Ovest                                                                | 5 – 1                                                                         | Danimarca                                                                     | Amichevole                                                                    | -                                                                             |                                                                               |
| 8-10-1961                                                                     | Varsavia                                                                      | Polonia                                                                       | 0 – 2                                                                         | Germania Ovest                                                                | Amichevole                                                                    | -                                                                             |                                                                               |
| 11-4-1962                                                                     | Amburgo                                                                       | Germania Ovest                                                                | 3 – 0                                                                         | Uruguay                                                                       | Amichevole                                                                    | -                                                                             |                                                                               |
| Totale                                                                        |                                                                               | Presenze                                                                      | 4                                                                             |                                                                               | Reti                                                                          | 0                                                                             |                                                                               |

## Palmarès

### Club

#### Competizioni nazionali
- Campionato tedesco: 2

Norimberga: 1960-1961, 1967-1968
- Coppa di Germania: 1

Norimberga: 1961-1962

#### Competizioni internazionali
- Coppa Piano Karl Rappan: 1

Norimberga: 1968